# David Darg
David Darg é um cineasta e diretor de fotografia americano. Como reconhecimento, foi nomeado ao Oscar 2016 na categoria de Melhor Documentário em Curta-metragem por Body Team 12.